# Rhipidura javanica
Rhipidura javanica е вид птица от семейство Rhipiduridae и е един от 47-те вида от рода ветрилоопашки (Rhipidura).

## Разпространение и местообитание
Видът е разпространен в Бруней, Камбоджа, Индонезия, Лаос, Малайзия, Мианмар, Филипини, Сингапур, Тайланд и Виетнам. Естественото му местообитание са субтропични и тропически влажни гори.